# Pilar (Santa Fe)
Pilar is een plaats in het Argentijnse bestuurlijke gebied Las Colonias in de provincie Santa Fe. De plaats telt 4.547 inwoners.